# CrazySexyCool
CrazySexyCool é o segundo álbum de estúdio do girl group americano TLC, lançado em 15 de novembro de 1994 pela LaFace Records. Após o contrato de gravação do grupo, elas lançaram seu álbum de estreia Ooooooohhh... On the TLC Tip (1992), que foi recebido com críticas positivas e sucesso comercial. No ano seguinte, o grupo começou a trabalhar no álbum seguinte; no entanto, a produção foi improdutiva devido a conflitos pessoais - especialmente envolvendo a integrante Lisa "Left Eye" Lopes, que estava envolvida em um relacionamento romântico conturbado e lutando contra o alcoolismo. A gravação do álbum durou até setembro de 1994, com Lopes sendo forçada a ter menos participação por estar em reabilitação.
O álbum viu o grupo se reunir com os produtores Dallas Austin, Kenneth "Babyface" Edmonds e Jermaine Dupri, bem como com os novos colaboradores Organized Noize e Chucky Thompson, e também com contribuições de Sean "Puffy" Combs, que ajudaram no notável som hip hop soul. CrazySexyCool apresentou batidas de hip hop, funk, grooves profundos, ritmos propulsivos e produção suave. O conteúdo lírico do álbum foi visto como um afastamento da estreia do grupo e foi visto como um projeto de amadurecimento que explorou temas como sexualidade, romantismo, inexperiência e otimismo juvenil.
CrazySexyCool foi recebido com aclamação da crítica e sucesso comercial, chegando ao número três na Billboard 200, onde passou mais de dois anos. Foi certificado onze vezes platina pela Recording Industry Association of America (RIAA), tornando o TLC o primeiro grupo feminino na história a receber a certificação de diamante. CrazySexyCool já vendeu mais de 14 milhões de cópias em todo o mundo, tornando-se o álbum mais vendido por um grupo feminino americano. O álbum já apareceu na Lista dos 500 melhores álbuns de sempre da revista Rolling Stone, incluído no livro 1001 álbuns que você deve ouvir antes de morrer e foi listado como um "novo clássico" pela Entertainment Weekly em 2008. O álbum também foi classificado como o sétimo melhor álbum com o certificado de diamantes de todos os tempos pela Billboard.

## Antecedentes

### Álbum de estréia
Em 28 de fevereiro de 1991, Tionne Watkins e Lisa Lopes assinaram contratos de produção, gerenciamento e publicação com Pebbitone, com Perri Reid se tornando seu gerente geral. O TLC-Skee de dois membros fez sua primeira aparição gravada em uma faixa para o LP 1991, de Damian Dame. Pebbles encontrou a terceira membro em Rozonda Thomas, uma das dançarinas de apoio de Damian Dame.
Thomas assinou o contrato em abril de 1991, na época em que o nome do grupo foi encurtado para TLC. Para manter o nome do TLC como um acrônimo para os nomes das meninas, Watkins se tornou "T-Boz", Lopes se tornou "Left-Eye" e Thomas se tornou "Chilli". As meninas foram então assinadas com a LaFace em maio, através do acordo de produção com Pebbitone; seus registros seriam distribuídos pela Arista Records/BMG. O TLC foi imediatamente criado para entrar em estúdio com Reid e Edmonds, Dallas Austin, Jermaine Dupri, e Marley Marl produzindo seu primeiro álbum, Ooooooohhh... On the TLC Tip. O novo trio estreou como backing vocalistas da LaFace em "Rebel (With a Cause)", O single do álbum, You Said (1991) de Jermaine Jackson.

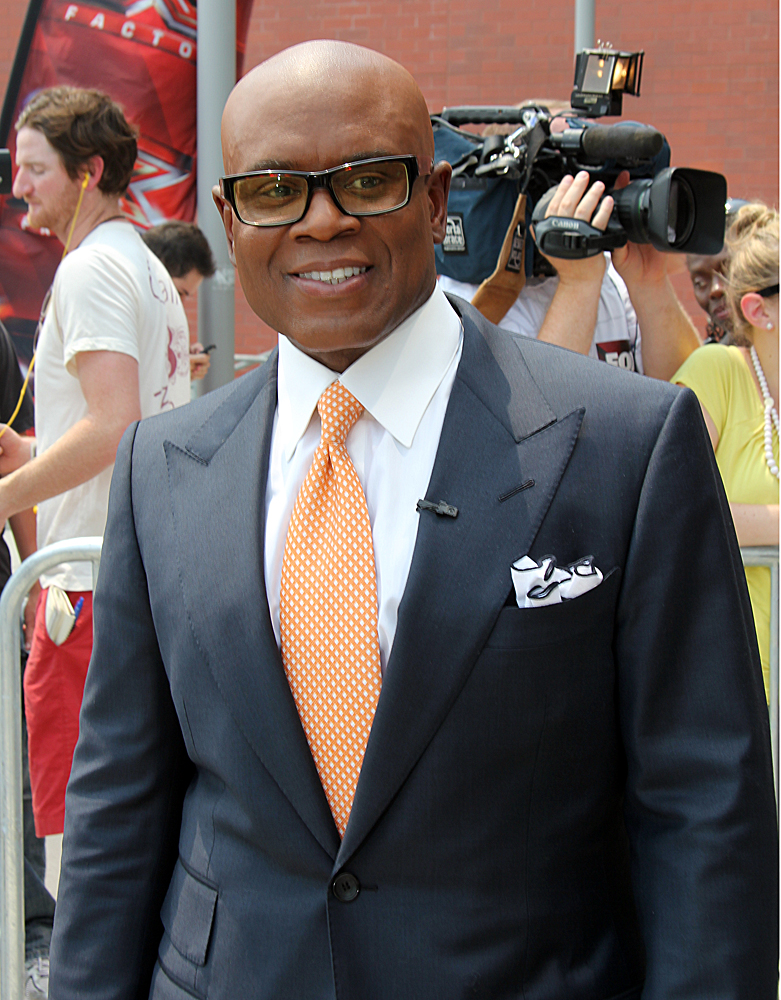
L.A. Reid assinou com o TLC e atuou como produtor executivo na estreia do grupo e no seu sucessor, CrazySexyCool.

A produção em Ooooooohhh... On the TLC Tip foi finalizada em dezembro de 1991. O álbum se tornou um sucesso comercial, alcançando o número 14 na Billboard 200 nos EUA e alcançou o terceiro lugar na parada de álbuns de R&B. De acordo com a Nielsen SoundScan, vendeu 2,5 milhões de cópias nos EUA. Foi certificado quatro vezes platina pela Recording Industry Association of America (RIAA) pelas vendas de quatro milhões de cópias nos EUA.

### Conflitos pessoais
Lopes foi muitas vezes hostil sobre sua vida pessoal e passado difícil. Ela prontamente admitiu que ela veio de um fundo alcoólatra abusivo e lutou com problemas de álcool. Esses problemas se tornaram manchetes em 1994, quando ela ateou fogo no jogador de tênis Andre Rison em uma banheira, que acabou se espalhando para a mansão que dividiam, destruindo-a. Lopes afirmou que Rison a havia espancado depois de uma noite fora, e ela ateou fogo em seus sapatos para voltar para ele. No entanto, ela disse que queimando a casa foi um acidente. Lopes revelou mais tarde que ela não tinha muita liberdade dentro do relacionamento e foi abusada mental e fisicamente, tendo liberado todas as suas frustrações na noite do incêndio. Lopes, que foi sentenciada a cinco anos de liberdade condicional e terapia em uma casa de recuperação, nunca foi capaz de abalar o incidente de sua reputação. Seu relacionamento com Rison continuou a render manchetes, com rumores de um casamento iminente, mais tarde desmascarado pela revista People magazine.

## Gravação

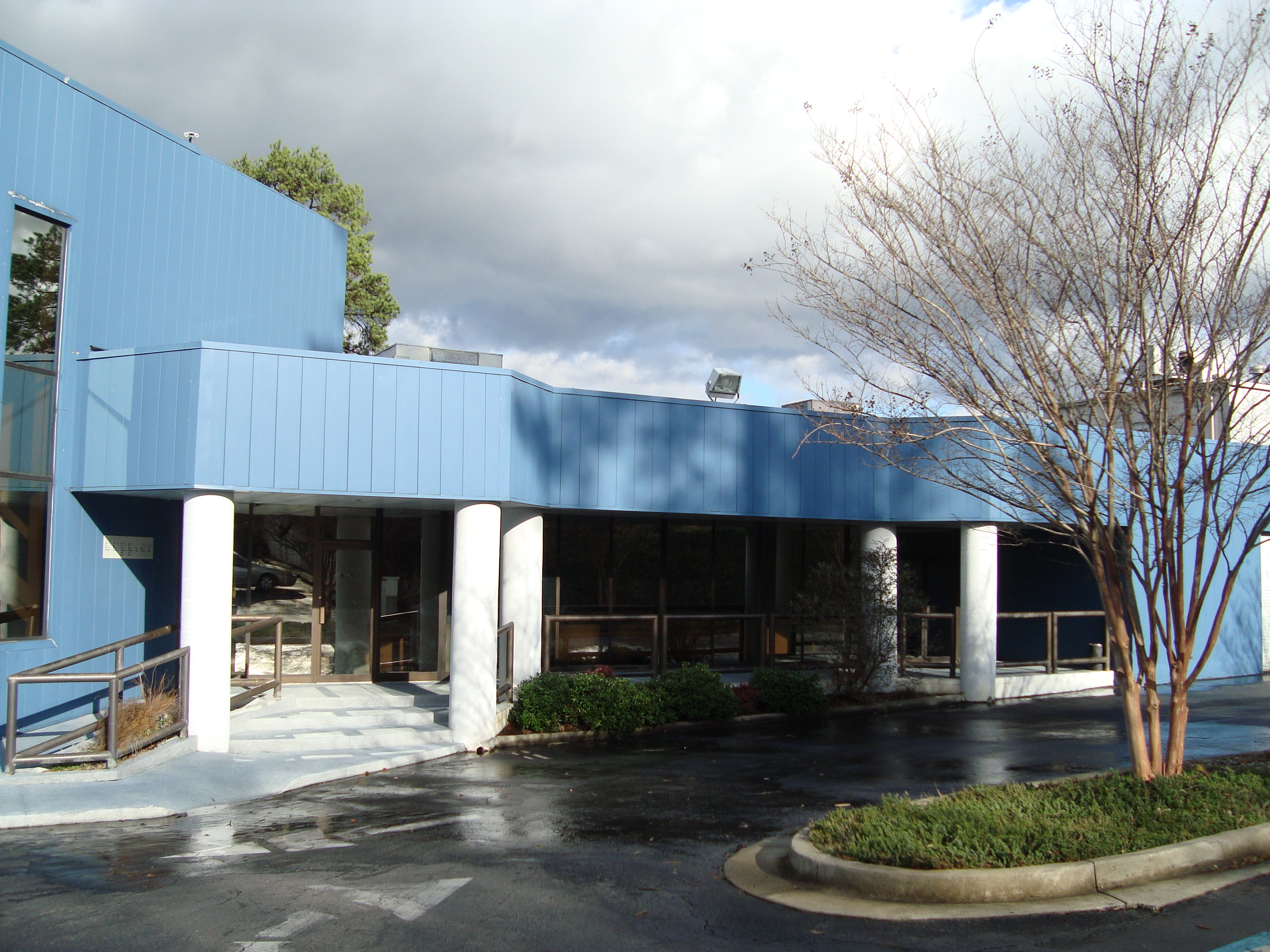
O Doppler Studios foi um dos estúdios de gravação usados durante a produção do álbum.

A gravação do álbum começou no final de 1993 e continuou até setembro de 1994. O álbum foi gravado em inúmeros estúdios, incluindo Doppler Studios, Estúdios de Gravação Bosstown, KrossWire Studio e GADaddy's; DARPStudios em Atlanta, Geórgia; o usic Grinder Studios, em Hollywood, e The Hit Factory, em Nova York. Durante a gravação do álbum, Left Eye foi forçada a ter menos de uma entrada; durante as sessões de gravação, ela se declarou culpada de sua acusação de incêndio criminoso e foi enviada para uma clínica de reabilitação como punição. A clínica de reabilitação só a liberou para algumas sessões de gravação, durante as quais ela cortou apenas um punhado de versos de rap dignos de álbuns.
Para produção e escrita do álbum, o grupo trabalhou com produtores como Babyface, Dallas Austin, Jermaine Dupri e mais. Chilli afirmou que elas usaram esses produtores porque elas sempre trabalharam com eles afirmando que trabalharam com Dallas, Babyface e Jermaine no primeiro álbum "a única coisa que nós tínhamos de novo era o Organize Noize". Phife Dawg de A Tribe Called Quest fez os interlúdios, no entanto, durante a gravação do álbum, as membros da banda não estavam sempre juntas no estúdio; às vezes elas iam uma por uma porque devido ao agendamento.
"Waterfalls" foi escrito pela integrante do grupo Lisa "Left Eye" Lopes com Marqueze Etheridge e Organized Noize, que também produziu a música. Rozonda "Chilli" Thomas e Tionne "T-Boz" Watkins tocam a música com Lopes, que também faz um rap. Os vocais de fundo são executados pelas integrantes do TLC, assim como Debra Killings e Cee-Lo Green. Falando do envolvimento de Green, Watkins disse: "Ele estava na Goodie Mob, nós crescemos juntos, nós voltamos. Ele fez e foi incrível! Eu amo a voz dele." As letras da música fazem referência às questões dos anos 90, como a violência associada a  comércio de drogas ilegais e a Epidemia de HIV-AIDS. No final do segundo verso, o grupo canta: "Sua saúde está desaparecendo e ele não sabe por que / Três cartas o levaram ao seu lugar de descanso final". Watkins disse que era importante para o grupo "passar a mensagem sem parecer pregação".

## Música e letras
CrazySexyCool era rebelde e livre das normas tradicionais de R&B que pesavam o gênero. Esse nervosismo, essa arrogância não pode ser substituída sem seus laços com o hip-hop. Há algo a ser dito sobre quão fresco e equilibrado soou, quão diferente foi, e quão pouco pareceu se importar em observar a convenção de R&B. Para mim, isso foi metade do apelo: era sensual R&B com espírito de hip-hop de fogo.

—Sheldon Pearce, Consequence of Sound
CrazySexyCool foi apontado como um ponto de partida da estreia do grupo, e foi visto como um movimento de conexão do grupo predominantemente de rap. As músicas do álbum continham sons sensuais de R&B construídos sobre batidas de hip-hop nervosas; contendo ritmos propulsivos junto com alta produção de aplausos, elementos de funk saltitantes e ritmos suaves.
O conteúdo lírico do álbum também foi visto como uma saída do Ooooooohhh... On the TLC Tip. Um crítico da Entertainment Weekly afirmou que, comparado ao conteúdo lírico de seu debut, que era visto como "hip-hop infantil", CrazySexyCool é cheio de sexualidade adulta-feminina e "coyness de esconde-esconde". Era visto como um segundo álbum, de acordo com Sheldon Pearce da Consequence of Sound, que afirmou que o álbum tinha temas de letras de "vinte e poucos anos" que exploravam inofensivamente a sexualidade e o romantismo com a "ingenuidade". isso vem da inexperiência e do otimismo juvenil". As letras do álbum também abordam temas de relacionamentos tanto do lado apaixonado quanto erótico.

## Lançamento e promoção
Para promover CrazySexyCool, TLC, juntamente com Boyz II Men, Montell Jordan e Mary J. Blige se apresentaram no Budweiser Superfest Tour anual no início de 1995, consistindo de 23 datas na América do Norte. Os shows de Atlanta, Chicago e Indianápolis apresentaram uma lista expandida de artistas, incluindo Blackstreet e Monica.
Todos os quatro singles do álbum alcançaram o top 5 da Billboard Hot 100, dois deles alcançando o número um.
O single principal, "Creep", liderou a Billboard Hot 100 por quatro semanas, e foi um dos maiores singles de 1995, chegando ao terceiro lugar no Billboard Year-End Hot 100 Singles de 1995. Ele também alcançou o número um na tabela Hot R&B/Hip-Hop Songs.
O segundo single, "Red Light Special", chegou ao número dois na Billboard Hot 100, e número três na parada Hot R&B/Hip-Hop Songs.
O terceiro single, "Waterfalls", se tornou a música de maior sucesso do TLC, passando sete semanas no primeiro lugar. Foi também o segundo maior single de 1995, de acordo com a Billboard, dando à TLC duas músicas no Top 3 da Billboard Year-End de 1995. Internacionalmente, a música alcançou o top 5 de muitos países.
"Diggin' On You" foi lançado como o quarto e último single do álbum, e alcançou o número cinco na Billboard Hot 100. Ele também alcançou o número 7 na parada Hot R&B/Hip-Hop Songs.

## Recepção crítica
| Críticas profissionais        | Críticas profissionais |
| Avaliações da crítica         | Avaliações da crítica  |
| Fonte                         | Avaliação              |
| ----------------------------- | ---------------------- |
| AllMusic                      | [ 23 ]                 |
| Chicago Tribune               | [ 24 ]                 |
| Christgau's Consumer Guide    | B+                     |
| Encyclopedia of Popular Music | [ 26 ]                 |
| Entertainment Weekly          | B+                     |
| The Rolling Stone Album Guide | [ 27 ]                 |

O álbum foi recebido com aclamação da crítica. Em sua resenha para AllMusic, Stephen Thomas Erlewine afirmou que o TLC registrou uma "coleção suave e sedutora de soul contemporânea que lembra tanto Philly soul quanto Prince", e que o material era "consistentemente forte". Erlewine continuou a escrever que o álbum é "alimentado" por novas batidas de hip hop e hip-hop com influências de funk de meio-tempo, grooves profundos, trompas e linhas de guitarra. Ele também se referiu a "Waterfalls" como "uma das músicas clássicas de R &B dos anos 90".
A Rolling Stone's colocou o Lista dos 500 melhores álbuns de sempre, o artigo afirmou que o TLC, surgiu como o "grupo feminino mais efervescente e soulful R&B ninguém tinha visto desde as Supremes."
Em 2010, a Rolling Stone listou o álbum no número 43 em seus "100 melhores álbuns dos anos 90". Eles afirmaram: "Left Eye, Chilli e T-Boz pareciam um one-shot quando saíram da Atlanta nascente com Ain't 2 Proud 2 Beg, de 1992. Mas CrazySexyCool foi um verdadeiro shocker, repleto de pára-choques com grandes canções, vocais atrevidos e batidas voluptuosas para incendiar a casa. 'Creep' celebra os chutes da luxúria ilícita na parte de baixo, 'Waterfalls' cava fundo na Memphis soul: 'Red Light Special', uma balada incrivelmente fumegante que desnuda e acaricia a todos com ouvidos para ouvir. CrazySexyCool estabeleceram o TLC como profissionais do pop que podiam fazer tudo, combinando o corpo do hip-hop e a vertiginosa elevação de uma rima de pular corda sem quebrar um prego."
Em um artigo de 2015 para Consequence of Sound, os críticos musicais Michael Madden e Sheldon Pearce escrevem sobre como o álbum impactou os artistas até hoje, cujo som de R&B foi fortemente influenciado por fortes elementos de hip-hop. "Provavelmente deveria haver mais conversas sobre o papel do TLC em forjar o atual cenário de R&B, que é fortemente, se não inteiramente, influenciado pela cultura hip-hop agora. Os dois gêneros aparentemente foram enxertados um no outro, e há algo de co-dependente." relação entre os dois. "Para o efeito, há algo a ser dito para essa dinâmica existente aqui, também, como o seqüenciamento do álbum contribui para a eficácia da música e como ela ainda se traduz para os dias de hoje."

## Desempenho comercial
O CrazySexyCool estreou no número 15 na Billboard 200 dos EUA, vendendo 77.500 cópias em sua primeira semana. Na edição de 29 de julho de 1995, o álbum atingiu o número três, com 117.000 unidades vendidas. Foi certificado onze vezes platina pela Recording Industry Association of America (RIAA) em 2 de julho de 1999, com vendas de mais de 7.600.000 cópias domésticas, tornando-se o álbum mais vendido por um girl group no país. Internacionalmente, alcançou o número um na Nova Zelândia, bem como os cinco primeiros na Austrália, Alemanha, Holanda e Reino Unido. Em novembro de 2014, CrazySexyCool vendeu mais de 14 milhões de cópias em todo o mundo, tornando-se o segundo álbum mais vendido por um girl group, atrás do Spice das Spice Girls.

## Prêmios
CrazySexyCool foi indicado para seis prêmios Grammy no Grammy Awards de 1996 . "Waterfalls" foi nomeado para Record of the Year. Duas das indicações do álbum foram para seus compositores: Dallas Austin, por Creep, e Babyface, por Red Light Special. O TLC acabou ganhando dois prêmios, Best R&B Performance by a Duo or Group with Vocals e Best R&B Album por "Creep".
O TLC também recebeu várias vitórias e indicações nos prêmios Billboard Music Awards, American Music Awards e Soul Train Music Awards, incluindo Artista do Ano no Billboard Music Awards de 1995. No MTV Video Music Awards de 1995, o TLC ganhou quatro prêmios pelo vídeo "Waterfalls", incluindo o Video of the Year e o Viewer's Choice.

## Faixas
| N.º            | Título                                                              | Compositor(es)                                           | Produtor(es)              | Duração |  |
| 1.             | "Intro-lude" (Participação de Phife)                                | Jermaine Dupri Malik Taylor                              |                           | 1:03    |  |
| 2.             | "Creep"                                                             | Dallas Austin                                            | Austin                    | 4:28    |  |
| 3.             | "Kick Your Game"                                                    | Dupri Manuel Seal Lisa "Left Eye" Lopes                  | Dupri Seal [a]            | 4:14    |  |
| 4.             | "Diggin' On You"                                                    | Babyface                                                 | Babyface                  | 4:14    |  |
| 5.             | "Case of the Fake People"                                           | Austin                                                   | Austin                    | 4:04    |  |
| 6.             | "CrazySexyCool – Interlude"                                         | Tionne Watkins Sean "Puffy" Combs Carl "Chucky" Thompson | Chucky Thompson Combs     | 1:42    |  |
| 7.             | "Red Light Special"                                                 | Babyface                                                 | Babyface                  | 5:03    |  |
| 8.             | "Waterfalls"                                                        | Marqueze Etheridge Lopes Organized Noize                 | Organized Noize           | 4:39    |  |
| 9.             | "Intermission-lude"                                                 | Dupri                                                    |                           | 0:42    |  |
| 10.            | "Let's Do It Again"                                                 | Babyface Jon-John                                        | Babyface Jon-John         | 4:16    |  |
| 11.            | "If I Was Your Girlfriend"                                          | Prince                                                   | Combs Thompson Austin [a] | 4:36    |  |
| 12.            | "Sexy – Interlude"                                                  | Rozonda Thomas Combs                                     | Thompson Combs            | 1:34    |  |
| 13.            | "Take Our Time"                                                     | Arnold Hennings Debra Killings                           | Austin Hennings           | 4:34    |  |
| 14.            | "Can I Get a Witness – Interlude" (Participação de Busta Rhymes)    | Trevor Smith Combs Thompson                              | Thompson Combs            | 2:57    |  |
| 15.            | "Switch"                                                            | Dupri Seal Lopes                                         | Dupri Seal [a]            | 3:30    |  |
| 16.            | "Sumthin' Wicked This Way Comes" (Participação de André do OutKast) | Organized Noize Etheridge Lopes André Benjamin           | Organized Noize           | 4:28    |  |
| Duração total: | Duração total:                                                      | Duração total:                                           | Duração total:            | 56:10   |  |

Notas
- ↑a  significa um co-produtor.
- A edição LP de vinil single omite "Case of the Fake People" e "Intermission-lude".

## Créditos
| - Sharliss Asbury - coordenador do projeto - Dallas Austin - produção, instrumentos, produtor executivo - Bebe - backing vocals - André "3000" Benjamin - vocais - Bernasky - gravação assistente - Leslie Brathwaite - gravação, mixagem - Thomas "Cee-Lo Green" Callaway - vocais de apoio - Sean "Puffy" Combs - produção, backing vocals - Dah Len - fotografia - Kenneth "Babyface" Edmonds - produção, instrumentos, produtor executivo - Blake Eiseman - gravação - Eric Fischer - gravação assistente - Ronnie Fitch - chifres - Brian Frye - gravação assistente - John Frye - gravação - Dean Gant - teclados - Brad Gilderman - gravação - Carl Glover - gravação, gravação assistente, instrumentos - Ron Gresham - mistura - Arnold Hennings - produção, instrumentos - Lamont Hyde - gravação assistente - LaMarquis Jefferson - baixo - Tim Kelley - teclados - Debra Killings - vocais de apoio - Scot Little - gravação assistente - Jerry Lloyd - chifres - Lisa "Olho Esquerdo" Lopes - vocais - Trey Lorenz - vocais de apoio - Craig Love - guitarra - Alex Lowe - gravação assistente - Rico Lumpkins - gravação assistente - Jermaine Dupri - produção, gravação, mixagem, backing vocal | - Nashiem Myrick - gravação - Neal Pogue - gravação, mixagem - Charles Nix - chifres - Noize Organizado - produção, instrumentos - Mike Patterson - gravação, midi e design de som - Herb Powers Jr. - masterização - Antonio "LA" Reid - produtor executivo - Jon-John Robinson - produção, instrumentos - Selo Manuel - produção - Rick Sheppard - Midi e design de som - Baixinha B - guitarra - Dwight Sills - guitarra - Davett Singletary - direção criativa - Ivy Skoff - coordenadora do projeto - Brian Smith - gravação assistente - Busta Rhymes - vocais - Sol Messias - arranhões de DJ - Alvin Speights - gravação, mixagem - Christopher Stern - direção de arte - Edward Stroud - guitarra - Phil Tan - gravação, gravação assistente, mixagem - Malik "Phife Dawg" Taylor - vocais - Martin Terry - guitarra - Rozonda "Chilli" Thomas - vocais - Carl "Chucky" Thompson - produção, instrumentos - Rich Travali - gravação, mixagem - Tionne "T-Boz" Watkins - vocais - Dave Way - mixagem - Mike Wilson - gravação assistente - Colin Wolfe - baixo - Kenneth Wrights - teclados |

## Paradas
| Chart (1994–96)                         | Maior posição |
| --------------------------------------- | ------------- |
| Alemanha (Offizielle Deutsche Charts)   | 4             |
| Austrália (ARIA)                        | 5             |
| Áustria (Ö3 Austria Top 40)             | 16            |
| Bélgica (Ultratop Flandres)             | 20            |
| Bélgica (Ultratop Valônia)              | 25            |
| Escócia (Official Scottish Albums)      | 32            |
| Estados Unidos (Billboard 200)          | 3             |
| Estados Unidos (Top R&B/Hip Hop Albums) | 2             |
| Europa (Billboard European Albums)      | 6             |
| Finlândia (Suomen virallinen lista)     | 37            |
| França (SNEP)                           | 40            |
| Noruega (VG-lista)                      | 15            |
| Nova Zelândia (RMNZ)                    | 1             |
| Países Baixos (Dutch Charts)            | 4             |
| Reino Unido (UK Albums Chart)           | 4             |
| Reino Unido (UK R&B Albums Chart)       | 1             |
| Suécia (Sverigetopplistan)              | 11            |
| Suíça (Schweizer Hitparade)             | 10            |

| Chart (1995)                  | Posição |
| ----------------------------- | ------- |
| Alemanha (Offizielle Top 100) | 27      |
| Bélgica (Ultratop Flanders)   | 98      |
| Canadá (RPM)                  | 10      |
| EUA (Billboard 200)           | 5       |
| Nova Zelândia (RMNZ)          | 18      |
| Países Baixos (MegaCharts)    | 38      |
| Reino Unido (OCC)             | 33      |
| Suécia (Sverigetopplistan)    | 65      |
| Suíça (Schweizer Hitparade)   | 49      |
| Chart (1996)                  | Posição |
| Austrália (ARIA)              | 31      |
| EUA (Billboard 200)           | 93      |
| Países Baixos (MegaCharts)    | 85      |
| Reino Unido (OCC)             | 22      |

| Chart (1990–99)     | Posição |
| ------------------- | ------- |
| EUA (Billboard 200) | 25      |

| Chart               | Posição |
| ------------------- | ------- |
| EUA (Billboard 200) | 126     |

## Vendas e certificações
| Região                                                                                             | Certificação | Vendas      |
| -------------------------------------------------------------------------------------------------- | ------------ | ----------- |
| Austrália (ARIA)                                                                                   | 3× Platina   | 310,000^    |
| Áustria (IFPI Áustria)                                                                             | Ouro         | 25,000*     |
| Canadá (Music Canada)                                                                              | 8× Platina   | 800,000^    |
| Estados Unidos (RIAA)                                                                              | 11× Platina  | 11,000,000^ |
| Japão (RIAJ)                                                                                       | 8× Platina   | 800,000^    |
| Nova Zelândia (RMNZ)                                                                               | Platina      | 15,000^     |
| Reino Unido (BPI)                                                                                  | Platina      | 300,000^    |
| Resumo                                                                                             |              |             |
| Europa (IFPI)                                                                                      | Platina      | 1,000,000*  |
| *números de vendas baseados somente na certificação ^distribuições baseadas apenas na certificação |              |             |